# Gröndal, Oskarshamn
Gröndal är en stadsdel i Oskarshamns tätort, belägen drygt en kilometer sydost om stadens centrum. Området införlivades med Oskarshamns stad den 1 januari 1898.

## Allmänt
Ursprunget till stadsdelen Gröndal var de arbetarbostäder som byggdes i regi av det intilliggande varvet, Oskarshamns mekaniska verkstad. Den första etappen av området började byggas i slutet av 1800-talet. År 1899 stod 32 bostäder färdiga för varvsarbetarna att flytta in i.Bebyggelsen var från början koncentrerad till området närmast varvet. Efter 1910 började området växa i sydvästlig riktning där ett villaområde växte upp på andra sidan nuvarande Verkstadsgatan. År 1916 hade befolkningen ökat så pass att stadsfullmäktige beslutade att bygga en grundskola i Gröndal. Gröndalsskolan är idag ombyggd till bostäder.